# Геміола

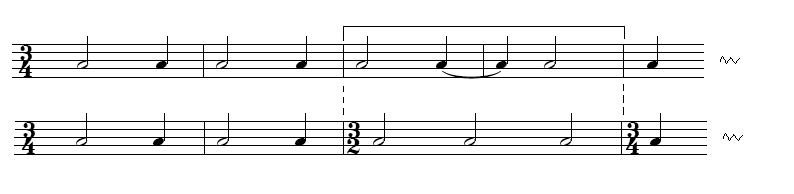
Схема геміоли

Приклад геміоли із Сонати № 12 Моцарта

Геміола (дав.-гр. ἡμιόλιος — полуторний або лат. sesquialtera — півтора) — в музиці ритмічний прийом, за якого тридольний метр змінюється на дводольний перенесенням акцентів у такті.

## Коротка характеристика
Структура такту 3/4
> — — | > — — | > — — | > — — | >
З геміолою
> — — | > — — | > — > | — > — | >

Цей прийом був поширеним у XV столітті, вживався і пізніше, особливо для укрупнення ритмічного руху в заключних розділах, перед фінальним кадансом.